# Tithing
Le tithing était, dans l'Angleterre médiévale, une unité de mesure de superficie agraire, équivalent à 1/10 de hundred, ou 10 hides. Sur cette terre on prélevait une taxe, tithe, équivalente de la dîme. 
Cette terre était sous la responsabilité d'une unité administrative aussi appelé « tithing » ou « tything ». Le « tithingman » y exerçait des responsabilités légales,.